# Jacques-Édouard Alexis

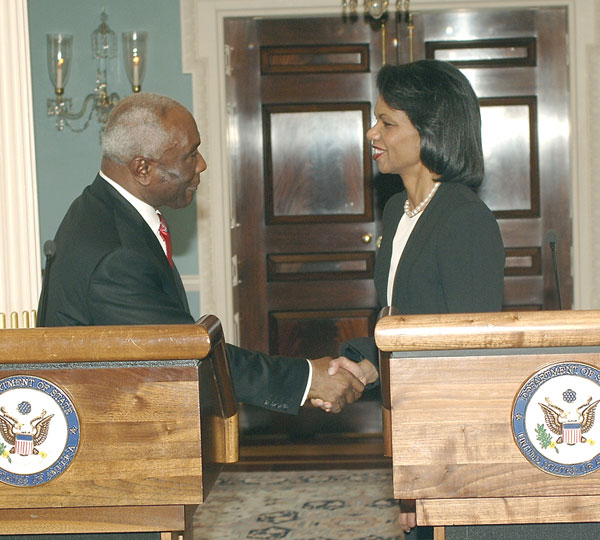
Jacques-Édouard Alexis mit Condoleezza Rice

Jacques-Édouard Alexis (* 21. September 1947 in Gonaïves) ist ein haitianischer Politiker. Er war Premierminister seines Landes vom 26. März 1999 bis 7. Februar 2001 und vom 9. Juni 2006 bis zum 12. April 2008.

## Leben
Alexis besuchte von 1959 bis 1964 zunächst das Lycée Geffrard in Gonaïves, von 1964 bis 1966 das Lycée Toussaint Louverture in Port-au-Prince. Er studierte an der Université d’État d’Haïti (UEH) in Port-au-Prince – Fakultät für Agronomie und Veterinärmedizin (Faculté d’Agronomie et de médecine vétérinaire). 1979 schloss er sein Studium mit dem M. Sc. (Master of Science) ab. Er war Mitbegründer der Quisqueya-Universität (l’Université Quisqueya – UniQ), lehrte hier als Professor für Technologie Alimentaire et de Technologie Post-Recolte (Lebensmitteltechnologie) und war zugleich von 1990 bis 1996 der erste Direktor der UniQ. Bevor er vom 26. März 1999 bis zum 7. Februar 2001 zum ersten Mal Premierminister unter René Préval wurde, leitete er von 1996 bis März 1999 das Ministerium für nationale Erziehung, Jugend und Sport (Ministre de l’Education Nationale, de la Jeunesse et des Sports; MENJS).
Alexis wurde am 21. Mai 2006 durch Präsident René Préval als Premierminister nominiert, sein Kabinett nahm am 9. Juni 2006 die Arbeit auf.
Durch wiederholte Unruhen in Haiti, die durch überhöhte Lebensmittelpreise hervorgerufen worden waren, musste Alexis am 12. April 2008 sein Amt als Premierminister niederlegen. Der Senat, die zweite Kammer des Parlamentes, entließ die gesamte Regierung Haitis unter Alexis.
Angesichts der Hungerrevolten hat die Weltbank eine Soforthilfe von 10 Millionen US-$ (rund 6,3 Millionen Euro) zugesagt.
Ende April 2008 wurde Ericq Pierre von Präsident René Préval zum neuen Ministerpräsidenten nominiert, die Nominierung wurde jedoch von den Kammern des Kongresses nicht bestätigt. Ende Juli 2008 wurde als dritte Nominierte Michèle Pierre-Louis von beiden Kammern bestätigt. Am 5. September, als die Zusammensetzung ihres Kabinetts und ihr Regierungsprogramm gebilligt wurden, konnte sie die Nachfolge Alexis’ antreten.
Bei der Präsidentschaftswahl am 28. November 2010 trat Alexis als Kandidat der Partei Mobilisation pour le Progrès Haïtien an.